# حكومة مفوضي المدينة
حكومة مفوضي المدينة هي شكل من أشكال الحكومة المحلية في الولايات المتحدة. حيث يقوم الناخبون في حكومة مفوضي المدينة بانتخاب لجنة صغيرة، تتكون عادة من خمسة إلى سبعة أعضاء، على أساس الاقتراع الكتلوي.
يشكل المفوضون أعضاء اللجنة الهيئة المسؤولة عن السلطة التشريعية للمدينة، وكمجموعة، فإنهم مسؤولون عن الضرائب والاعتمادات والقوانين المحلية والوظائف العامة الأخرى. كما يتم تكليف أعضاء اللجنة بالمسؤولية التنفيذية عن الجوانب الخاصة بشؤون البلدية، مثل الأشغال العامة أو التمويل أو السلامة العامة. وعلى هذا النحو، فهذا الشكل من الحكومة يجمع وظائف السلطة التشريعية والسلطة التنفيذية في نفس الهيئة.
ويجوز تعيين أحد أعضاء اللجنة للاضطلاع بوظيفة رئيس مجلس الإدارة أو العمدة، ولكن هذا التعيين قد يكون إجرائيًا أو شرفيًا أو احتفاليًا إلى حد كبير، ولا يتضمن عادة سلطات إضافية تتجاوز تلك التي يمارسها أعضاء اللجنة الآخرين. وتعد رئاسة الاجتماعات هي الدور الرئيسي له. ويشبه هذا «العمدة» في العديد من الأوجه «العمدة الضعيف» بحكومة العمدة-المجلس، ولكن دون الانتخاب المباشر للمكتب.

## معلومات تاريخية
يعود أصل هذا الشكل من أشكال الحكومة إلى غالفيستون، تكساس، حيث ظهر كردة فعل على إعصار غالفيستون عام 1900، وبشكل رئيسي بسبب الحاجة إلى الدعم الإضافي في مناطق معينة. وبعد اختبار دستوريته والتأكيد عليه، سرعان ما أصبح هذا الشكل من أشكال الحكومة شائعًا في جميع أنحاء ولاية تكساس، وانتشر في أجزاء أخرى من الولايات المتحدة.
وكانت مدينة دي موين، أيوا هي أولى المدن خارج تكساس التي اعتمدت هذا الشكل.
ولا تزال بورتلاند، أوريغون المدينة الكبرى الوحيدة في الولايات المتحدة التي لا تزال تتسم بشكل مفوضي المدينة للحكومة. وفي انتخابات مايو 2007، مُني التغيير لشكل الحكومة المتمثل في «المجلس-المدير» بهزيمة 76% إلى 24%.
كنموذج، أصبحت حكومة المفوضين شائعة في وقت من الأوقات، إلا أن العديد من المدن تحولت إلى نموذج المجلس-المدير من الحكومة. ويرى أنصار نموذج المجلس-المدير أن نموذج مفوضي المدينة هو النموذج السابق، وليس البديل لنموذج المجلس-المدير. وقد وُضع نموذج المجلس-المدير، على الأقل في جزء منه، كرد على بعض القيود المتصورة لنموذج المفوضين. وفي نموذج المجلس-المدير، يمارس المجلس المنتخب الصلاحيات التشريعية بالمدينة ويعين المدير، والذي يمتلك صلاحيات السلطة التنفيذية. وهكذا فإن السلطات التنفيذية، المقسمة بين المفوضين في نموذج المفوضين، تصبح مركزة بدلاً من ذلك في يد المدير، الذي يفوض رؤساء الأقسام والموظفين الآخرين لتحمل المسؤولية. وأصبح نموذج المجلس-المدير البديل المفضل للإصلاح التقدمي، وبعد الحرب العالمية الأولى، اعتمد عدد قليل جدًا من المدن نموذج المفوضين وتحولت العديد من المدن التي كانت تستخدم خطة المفوضين إلى نموذج المجلس-المدير. وحتى مدينة غالفيستون نفسها غيرت النموذج الخاص بها عام 1960.